# Movimiento para la Unicidad y la Yihad en África Occidental
El Movimiento para la Unicidad y la Yihad en África Occidental o Jamāʿat at-tawḥīd wal-jihād fī gharb ʾafrīqqīyā (en árabe: جماعة التوحيد والجهاد في غرب أفريقيا‎, en francés: Mouvement pour l'unicité et le djihad en Afrique de l'Ouest), es una organización activa formada a partir de una ramificación de Al-Qaeda en el Magreb Islámico. Anunció su primera acción armada en un vídeo el 12 de diciembre de 2011 con el objetivo de diseminar la yihad a través de una amplia porción de África Occidental, aunque sus operaciones se han limitado al sur de Argelia y el norte de Malí. En 2013 el grupo se fusionó con Los Firmantes con Sangre para crear Al Murabitún grupo que en 2017 forma parte de la coalición Jama'at Nasr al-Islam wal Muslimin. Uno de sus miembros Walid Abu Sarhaoui en 2015 se escindió de Al Murabitun y anunció su fidelidad al Estado Islámico y creó el Estado Islámico en el Gran Sáhara.

## Historia
El Movimiento para la Unicidad y la Yihad en África Occidental (MUYAO o MUJAO por sus siglas en francés) rompió con Al-Qaeda en el Magreb Islámico (AQMI) a mediados del año 2011, con el objetivo reivindicado de expandir la yihad más allá en áreas de África Occidental que no están en el punto de mira de AQMI. Algunos analistas creen que la ramificación de esta rama negro africana es consecuencia del predominio argelino en el liderazgo de AQMI. El grupo emitió un vídeo explicando su afinidad ideológica con figuras como el fundador de Al-Qaeda Osama bin Laden y el líder talibán Mullah Omar, pero poniendo el énfasis en figuras históricas de África Occidental, reivindicando ser los "descendientes ideológicos" de Cheikhou Amadou, Usman Dan Fodio y El Hadj Umar Tall. "Hoy estamos inaugurando la yihad en África Occidental" reivindicó uno de sus militantes, quien habló en inglés y hausa. Diferentes grupos afiliados a Al-Qaeda han estado presentes en Argelia, Malí, Níger y Mauritania desde al menos una década antes de la fundación de este grupo y avanzaron significativamente tras la Guerra de Libia de 2011 y la entrada masiva de armas en el área del desierto.
Tras la Batalla de Gao, el MUYAO avisó de que no tendría problema en atacar cualquier país o personal que estuviera involucrado en una fuerza de invasión en la región del Azawad.

## Liderazgo
Se cree que el mauritano Hamada Ould Mohamed Kheirou es el jefe de este grupo, al aparecer como portavoz principal en el vídeo del 12 de diciembre. Las autoridades mauritanas emitieron una orden de arresto internacional el 28 de diciembre. Otros miembros clave son el argelino Ahmed Al-Talmasi y el maliense Sultan Ould Badi, quien es definido por las autoridades de Malí como un "traficante de drogas".

## Incidentes
La primera aparición del Movimiento para la Unicidad y la Yihad en África Occidental tuvo lugar el 22 de octubre de 2011, cuando el grupo secuestró a tres trabajadores humanitarios occidentales de los campamentos de refugiados saharauis en Tinduf, Argelia. El Frente Polisario, que se encarga de la administración de los campos de refugiados, inicialmente culpó del incidente a AQMI. El MUYAO publicó posteriormente, durante el mes de diciembre, un vídeo en el que aparecían las mujeres italiana y española así como el hombre español secuestrados, reclamando un rescate de 30 millones de euros por su liberación. Los tres secuestrados fueron liberados en julio de 2012 a cambio de 18 millones de dólares y la liberación de tres islamistas. El 3 de marzo de 2012, el MUYAO reivindicó la responsabilidad de un coche bomba suicida lanzado contra una base policial paramilitar de Tamanrasset que causó daños a diez soldados y un civil, algunos de los cuales fueron gravemente heridos.

## Captura y asedio de Gao
Durante la Rebelión Tuareg de 2012 de finales de marzo, el MUYAO afirmó que había tomado parte en la captura de la ciudad maliense de Gao, junto al grupo islamista tuareg Ansar Dine, lo que fue confirmado posteriormente por residentes de la ciudad.
El 9 de abril, el MUYAO reivindicó el secuestro de siete argelinos del consulado de Argelia en Gao, incluyendo el cónsul y el vicecónsul. Tres días más tarde, emitió un comunicado en el que se comunicó que los presos estaban siendo correctamente tratados "de acuerdo a la Sharia" y solicitando la liberación de miembros encarcelados del MUYADO en Argelia a cambio de la liberación del personal consular, de acuerdo a las fuentes citadas en el periódico argelino Echorouk. Tres de los diplomáticos fueron liberados en julio de 2012. Después de que Argelia arrestara a tres líderes islamistas, el MUYAO amenazó con ejecutar a los prisioneros a menos que Argelia liberara a Necib Tayeb, también conocido como Abderrahmane Abou Ishak Essoufi, un importante miembro de AQMI. El vicecónsul, Tahar Touati, fue ejecutado el 1 de septiembre, de acuerdo a la Agence Nouakchott d'information. Walid Abu Sarhaoui, presidente del consejo de gobierno del MUYAO, afirmó: "hemos llevado a cabo nuestra amenaza. El prisionero ha sido asesinado. Argelia tuvo el tiempo de avanzar en las negociaciones pero no quiso. Hemos ejecutado al prisionero el sábado".
El 27 de junio de 2012, los combatientes del MUYAO mantuvieron combates con las fuerzas del Movimiento Nacional para la Liberación del Azawad (MNLA), que habían sido sus aliados al comienzo de la Rebelión Tuareg de 2012. El MUYAO se hizo con el control del Palacio del Gobernador en GAO y de la residencia del Secretario General del MNLA Bilal Ag Acherif, tomando además 40 soldados del MNLA como prisioneros. Ag Acherif fue herido en los combates y evacuado a Burkina Faso como consecuencia de sus heridas.
El 1 de septiembre el MUYAO se hizo con el control militar de la ciudad maliense de Douentza, que hasta entonces había sido mantenida por la milicia secular songhai Ganda Iso (en songhay, los "Hijos de la Tierra"). Omar Ould Hamaha afirmó que el grupo había alcanzado un acuerdo con los Ganda Iso para gobernar la ciudad, pero que habían decidido tomarla cuando pareció que la milicia actuaba independientemente. Una vez que las tropas del MUYAO rodeador la ciudad, la milicia se rindió sin luchar y fue desarmada.